# Liste der deutschen Botschafter in der Elfenbeinküste
Die Bundesrepublik Deutschland errichtete in der Republik Côte d’Ivoire schon vor dem Erlangen der offiziellen Unabhängigkeit eine diplomatische Vertretung. Diese wurde am 14. Dezember 1959 als Außenstelle des Konsulats in Dakar eingerichtet. Am Tag des Erlangens der Unabhängigkeit der früheren Elfenbeinküste wurde die Außenstelle zu einer Botschaft aufgewertet. Sie befindet sich bis heute im Regierungssitz Abidjan.

Die DDR nahm erst am 5. Oktober 1984 offizielle diplomatische Beziehungen zur Elfenbeinküste auf. Die Amtsgeschäfte wurden in Ermangelung einer eigenen Botschaft in Abidjan vom DDR-Botschafter in Lagos, Nigeria mit geführt.

## Botschafter der Bundesrepublik Deutschland in Abidjan
| Name                       | Amtszeit  | Anmerkungen |
| -------------------------- | --------- | ----------- |
| Theodor Axenfeld           | 1960–1963 |             |
| Rudolf Junges              | 1963–1969 |             |
| Jakob Hasslacher           | 1969–     |             |
| Paul Verbeek               | 1972–1976 |             |
| Hans Heinrich Kruse        | 1977–1981 |             |
| Ernst August Racky         | 1981–1982 |             |
| Rudolf Koppenhöfer         | 1983–1985 |             |
| Michael Schmidt            | 1985–1990 |             |
| Roland Zimmermann          | 1990–1994 |             |
| Günter Wasserberg          | 1994–1996 |             |
| Hans-Albrecht Schraepler   | 1996–1999 |             |
| Karin Blumberger-Sauerteig | 1999–2002 |             |
| Marius Haas                | 2002–2005 |             |
| Rolf Ulrich                | 2005–2008 |             |
| Stephan Keller             | 2008–2011 |             |
| Karl Prinz                 | 2011–2014 |             |
| Claus Auer                 | 2014–2017 |             |
| Michael Grau               | 2017–2020 |             |
| Ingo Herbert               | 2020–2023 |             |
| Matthias Veltin            | seit 2023 |             |

## Zuständige DDR-Botschafter für die Elfenbeinküste
| Name                      | Amtszeit  | Anmerkungen                         |
| ------------------------- | --------- | ----------------------------------- |
| Gerhard Haida (1937–2014) | 1986–1988 | zweitakkreditiert aus Lagos/Nigeria |
| Manfred Seiferth (* 1940) | 1988–1990 | zweitakkreditiert aus Lagos/Nigeria |